# Kableszkowo (obwód Kyrdżali)
Kableszkowo (bułg. Каблешково) – wieś w Bułgarii, w obwodzie Kyrdżali, w gminie Czernooczene. Według danych szacunkowych Ujednoliconego Systemu Ewidencji Ludności oraz Usług Administracyjnych dla Ludności, 15 czerwca 2020 roku miejscowość liczyła 209 mieszkańców.